# Иф (град)
Вижте пояснителната страница за други значения на Иф.
Иф (на френски: Ifs) е град в западната част на Северна Франция. Намира се в департамент Калвадос на регион Долна Нормандия на 5 km южно от департаментния център Кан. Кан и Иф са свързани помежду си с модерна еднорелсова трамвайна линия. Основен отрасъл в икономиката на града е производството на техника на фирмата „Мулинекс“. Население 10 684 жители от преброяването през 2006 г.

## Побратимени градове
- Илфракъмб, Англия